# Antonina Fjodorowna Prichotko
Antonina Fjodorowna Prichotko (russisch Антонина Фёдоровна Прихотько; * 13. Apriljul. / 26. April 1906greg. in Pjatigorsk Russisches Kaiserreich; † 29. September 1995 in Kiew, Ukraine) war eine sowjetische Physikerin.

## Leben
Nach dem Besuch der Mittelschule begann Prichotko 1923 das Studium am nach Michail Iwanowitsch Kalinin benannten Leningrader Polytechnischen Institut in der Physikalisch-Technischen Fakultät. Noch als Studentin im dritten Jahreskurs begann sie bei Iwan Wassiljewitsch Obreimow im Leningrader Physikalisch-Technischen Institut der Akademie der Wissenschaften der UdSSR (AN-SSSR, seit 1991 Russische Akademie der Wissenschaften (RAN)) wissenschaftlich zu arbeiten. Ihr Studium schloss sie 1929 ab und wurde wissenschaftliche Mitarbeiterin im Leningrader Physikalisch-Technischen Institut.
1930 ging Prichotko mit einer Gruppe junger Wissenschaftler nach Charkow in das neue von Obreimow geleitete Charkower Physikalisch-Technische Institut. Dort setzte sie unter Obreimows Leitung die Untersuchung von Absorptionsspektren tiefgekühlter Molekülkristalle fort. Untersucht wurden die Absorptionsspektren von Naphthalin, Anthracen und Phenanthren beim Siedepunkt flüssigen Wasserstoffs mit polarisiertem Licht und mit den Spektren freier Moleküle verglichen. Ab 1935 untersuchte sie die Absorptionsspektren von Sauerstoffkristallen, von Sauerstoffmischkristallen mit Stickstoff und Argon und von Halogenen. Sie entwickelte die Methoden zur Züchtung ultrafeiner Kristalle organischer Verbindungen für die Tieftemperaturuntersuchungen. Durch den Deutsch-Sowjetischen Krieg und die Evakuierung des Charkower Physikalisch-Technischen Instituts aus Charkow wurden diese Arbeiten unterbrochen. Während des Krieges arbeitete Prichotko in Ufa für die Rüstungsindustrie. 1943 verteidigte sie mit Erfolg ihre Doktor-Dissertation.
Nach dem Krieg baute Prichotko in Kiew im Physik-Institut der Akademie der Wissenschaften der Ukrainischen Sozialistischen Sowjetrepublik das Spektroskopie-Laboratorium auf, das das international bedeutendste Zentrum für Tieftemperaturspektroskopie nichtmetallischer Kristalle wurde. Eine ihrer ersten Arbeiten war die Untersuchung ultrafeiner Naphthalin-Einkristalle (10−6 bis 10−8 m) bei Temperaturen flüssigen Wasserstoffs. 1948 wurde sie zum Korrespondierenden Mitglied und 1964 zum Vollmitglied der Akademie der Wissenschaften der Ukrainischen Sozialistischen Sowjetrepublik gewählt.
Mit ihren Untersuchungen schuf Prichotko die experimentelle Grundlage für Alexander Sergejewitsch Dawydows Theorie der Exziton-Zustände in Molekülkristallen. Zusammen mit Dawydow entdeckte sie die besonderen Effekte elektromagnetischer Anregungen in diesen Molekülspektren. Zusammen mit Wladimir Lwowitsch Broude untersuchte sie die Absorptionsspektren einer homologen Reihe von Benzolverbindungen. Die dabei entdeckten polymorphen Umwandlungen erlaubten ihr ein tieferes Verständnis der Effekte von Gitterstrukturmodifikationen auf die Absorptionsspektren. Zusammen mit Broude, Emmanuil Iossifowitsch Raschba und Marat Terentjewitsch Schpak untersuchte sie die Effekte von Verunreinigungen und Gitterdefekten auf die Exziton-Lumineszenz. Zusammen mit Michail Semjonowitsch Brodin entwickelte sie Methoden für die quantitative Präzisionsmessung der Lichtabsorption und -dispersion der Molekülkristalle. Zusammen mit Marat Samuilowitsch Soskin führte sie erstmals Messungen zur Bestimmung der Form der Absorptionsbanden bei niedrigen Temperaturen durch, die neue Arbeitsmöglichkeiten für die Kristalloptik mit absorbierenden Medien eröffneten. Unter ihrer Leitung wurden beim Ausmessen des Absorptionsspektrums von α-О2 in starken Magnetfeldern bei Temperaturen nahe 1 K neben Exziton-Zuständen auch Biexziton-Prozesse der Exziton-Magnon-Wechselwirkung beobachtet. Diese Arbeiten sind von grundsätzlicher Bedeutung für die Spektroskopie von Antiferromagnetika. Zu ihren Schülern gehörte auch Wiktor Walentinowitsch Jerjomenko. Für ihre Arbeiten wurden unter ihrer Leitung im Physik-Institut Metall-Kryostate entwickelt, die die bisherigen Glas-Kryostate ersetzten.

## Ehrungen, Preise
- Leninpreis (1966)[2]
- Verdiente Wissenschaftlerin der Ukrainischen Sozialistischen Sowjetrepublik (1966)[2]
- Held der sozialistischen Arbeit (1976)[2]
- Staatspreis der Ukrainischen Sozialistischen Sowjetrepublik (1977)[2]
- Leninorden (zweimal)
- Orden des Roten Banners der Arbeit
- Orden der Völkerfreundschaft
- Medaillen